# Clube do Inferno (Marvel Comics)
O Clube do Inferno é uma sociedade de supervilões da Marvel Comics. Foi criada como inimiga dos X-Men durante a fase escrita por Chris Claremont e John Byrne (este último era também o desenhista).
O Clube do Inferno foi inspirado numa sociedade secreta real do século XVIII (ver Clube do Inferno) e, principalmente, numa paródia dessa mesma sociedade apresentada no seriado inglês The Avengers.
Para a maioria das pessoas a sociedade parecia ser apenas um clube exclusivo frequentado por membros da elite de diversos países. Entretanto, seu círculo interno é formado por super-humanos (mutantes e outros) dedicados a acumular poder e influenciar a política global.
O grupo apareceu pela primeira vez durante o clássico arco de histórias que apresentava a Fênix Negra, voltando à cena várias outras vezes posteriormente e sendo parte importante da origem da equipe X-Factor e de personagens como Bishop.
Na sua primeira aparição o Clube era organizado numa hierarquia simbolizada pelas peças do xadrez, como Rei Negro, Rainha Negra e Rainha Branca. Mais tarde apareceram outros postos como Princesa Guerreira e Lorde Imperial.

## Descrição
O Clube do Inferno conta com a filiação de pessoas ricas e célebres nas cidades de Paris, Hong Kong, Nova York e Londres. Todas essas filiais se encontram sob o comando único do Lorde ou da Lady Imperial.
A filiação ao Clube pode se dar tanto por direito hereditário quanto por convite por merecimento. Vários heróis e vilões da Marvel, desde Tony Stark a Norman Osborn, já tiveram direito a se filiar. Alguns a aceitam com o mero intuito de se deliciar com  as comodidades da instituição enquanto outros (mesmo os que não conhecem o caráter de seu Círculo Interno) se associam já pensando em usá-la como alavanca social.
É desconhecido da maioria dos membros o fato do Clube ser dirigido pelo Círculo Interno (anteriormente conhecido como Círculo dos Escolhidos). Aos poucos esse Círculo Interno foi sendo infiltrado por super-seres, principalmente mutantes.
Os X-Men foram surpreendidos em seu primeiro contato com o Clube, quando seus agentes foram enviados para subjugar a Fenix e acabaram sequestrando vários outros mutantes. Apesar de a princípio Jason Wyngarde, o Mestre Mental, ter conseguido controlar a mente da Fênix, a pressão que a mesma sofreu depois ao ser confrontada com Ciclope levou-a a entrar em colapso, resultando na personalidade da Fênix Negra. O Clube foi então derrotado mas não destruído, retomando várias vezes suas atividades ilícitas. Ele continua atuando atualmente e, embora haja uma troca constante de membros causada por suas intrigas internas e confrontos com os X-Men, sua estrutura permanece quase inalterada, com praticamente os mesmos sistemas de postos.

## Formações do Círculo Interno
As constantes intrigas, traições e chantagens que impregnam o Clube garantem que nenhuma formação do Círculo Interno seja duradoura.

### Primeiro Círculo Interno (Conselho dos Escolhidos)
O Conselho dos Escolhidos era o Círculo Interno de Nova York antes de ser derrubado por Sebastian Shaw e Emma Frost.
- Ned Buckman: Rei Branco
- Paris Seville: Rainha Branca
- Sebastian Shaw: Bispo Negro

Os membros restantes nunca foram citados nominalmente. Eles foram alvejados, assim como Paris Seville, por Buckman (que estava sendo controlado telepaticamente por Emma Frost).

## Segundo Círculo Interno (Lordes Cardeais)
Após assumir o controle do Círculo novaiorquino, Shaw renomeou-o como Conselho dos Lordes Cardeais e escalou novos integrantes.
- Sebastian Shaw: Rei Negro
- Emma Frost: Rainha Branca
- Donald Pierce: Rei Branco
- Jean grey: Rainha Negra
- Harry Leland: Bispo Negro
- Jason Wyngarde: Bispo Branco, membro em fase de aceitação.
- Tessa: assistente de Shawn.

## Terceiro Círculo Interno
Logo depois da Saga de Jean se transformar na Fênix Negra, ela morreu então Selene entrou em seu lugar.
O segundo Círculo Interno formado por Shaw, ainda encabeçado por ele e Emma Frost.
- Sebastian Shaw: Rei Negro
- Selene: Rainha Negra
- Magneto: Rei Branco
- Emma Frost: Rainha Branca

Essa formação é da época que Magneto estava nos X-Men, e coordenava os Novos Mutantes.

## Quarto Círculo Interno
O terceiro Círculo Interno foi estruturado por Selene e era formado por ex-Upstarts (uma espécie de classe de acesso ao Círculo Interno). Ela planejava liderar o Clube mas foi derrubada pelos outros membros. Num novo golpe, Shinobi Shaw, filho de Sebastian Shaw, assumiu o comando. Shinobi convidou o milionário Warren Worthington III para tomar parte no Círculo, mas ele não aceitou. Este Círculo foi desfeito quando Sebastian Shaw retornou.
- Shinobi Shaw: Rei Negro
- Benedict Kine: Rei Branco
- Benazir Kaur: Rainha Negra
- Reeva Payge: Rainha Branca
- Candra: assistente
- Cordelia Frost: em fase de aceitação

## Círculo Londrino
O Círculo Londrino apareceu por um curto período, paralelamente ao Círculo de Shinobi. Em seus títulos o branco é substituído pelo vermelho. A filiação de Brian Bradock foi compulsória por direito hereditário. Ele só frequentou o clube para investigar suas atividades (Ver também Union Jack).
- Senhorita Steed: Rainha Negra
- Margali Szardos: Rainha Vermelha
- Escriba (possuído pela mente de Mountjoy): Torre Vermelha
- Rei Vermelho (nome desconhecido)
- Rei Negro (nome desconhecido)
- Brian Braddock: Bispo Negro

## Quinto Círculo Interno (Terceiro de Shaw)
Quando tomou de volta o título de Rei Negro, Sebastian Shaw reformou o Círculo, trazendo antigos membros de volta junto de novos.
- Sebastian Shaw: Rei Negro
- Selene: Rainha Negra
- Madelyne Pryor: Torre Negra
- Trevor Fitzroy: Torre Branca (e posteriormente Rei Negro)
- Donald Pierce: Bispo Branco
- Tessa: assistente de Shaw.
- Ella: assistente de Selene
- Holocausto: sócio
- Senhorita Hoo: sócia

## Círculo Interno de Selene
Novamente Selene tentou dominar Círculo, dessa vez com a ajuda do demônio Coração Negro. Novamente não ficou por muito tempo no poder. Mancha Solar foi forçado a aderir ao grupo através de chantagem.
- Selene: Rainha Negra
- Coração Negro: Rei Negro
- Daimon Hellstrom: Rei Branco
- Mancha Solar: Torre Negra

## Sexto Círculo Interno (Quarto de Shaw)
Shaw assume o título de Lorde Imperial depois de seu antecessor (Daniel Rapchan) ser morto pelo Vírus Legado. Apesar de dizer que pretende regenerar o Clube (conseguindo assim conquistar a confiança de Mancha Solar) os X-Men mantém-se incrédulos. A ascensão de Shaw foi possível graças à ajuda de Tessa/Sábia, mas seu reinado não tardou a ser interrompido pela intervenção de Donald Pierce e sua milícia particular. Pierce acabou sendo derrotado pelos X-Men, mas ainda conseguiu ferir Shaw seriamente. Impossibilitado de controlar os Clubes, seu posto ficou a disposição de Roberto da Costa (este havia sido o plano de Sábia o tempo todo).
- Roberto da Costa: Rei Negro e posteriormente Lorde Imperial.
- Courtney Ross (na verdade Sat-yr-9): Rainha Branca
- Viper: Princesa Branca Guerreira
- Tessa: assistente de Shaw e de Roberto da Costa
- Selene: Rainha Negra
- Lotus Vermelho: sócio

## Membros históricos
Estas pessoas pertenceram ao passado remoto do Clube. Todas estiveram em momentos-chave da história e muitas são ancestrais de membros que vieram depois ou personagens importantes da Marvel. Estão divididos de acordo com a filial que frequentavam.
- Filadélfia, 1780/81: Sir Patrick Clemens, Lady Diana Knight, Lady Grey, Elizabeth Shaw-Worthington, Major-General Wallace Worthington, Commandante Clinton
- Londres, 1859: Lorde Braddock, Sr. Shaw
- Londres, 1915: General de Brigada Cornelius Shaw, Sir Harry Manners, Waltham Pierce, Lord Fallsworth (o herói Union Jack, infiltrado)
- Boston, 1872/74: Anton Pierce
- Nova york,1978:Jean grey(Fênix)

## Homenagens
Mais do que no real Clube do Inferno, o Clube dos quadrinhos foi inspirado principalmente numa versão mostrada num episódio da série inglesa The Avengers. Alguns dos personagens membros do Clube receberam nomes de atores de dentro e fora da série:
- Jason Wyngarde - Peter Wyngarde
- Emma Frost - Emma Peel
- Sebastian Shaw - Robert Shaw
- Harry Leland - Orson Welles (junção dos nomes dos personagens Harry Lime e Jed Leland)
- Donald Pierce - Donald Sutherland (com o sobrenome de Hawkeye Pierce, seu personagem em MASH)

A personagem Srta. Steed da facção britânica do Clube é homônima a um personagem da série Avengers.